# Ramatam
Ramatam byla americká rocková skupina, jejíž členové byli: Mike Pinera (kytara, zpěv), Mitch Mitchell (bicí) a April Lawton (sólová kytara). Mike Pinera byl známý jako člen skupin Blues Image (spoluautor hitu "Ride Captain Ride"), Iron Butterfly a Alice Cooper. Mitch Mitchell dříve hrál se skupinou Jimi Hendrix Experience.

## Diskografie
- Ramatam (Atlantic Records, 1972)
- In April Came the Dawning of the Red Suns (Atlantic, 1973)